# Ánito (mitología)

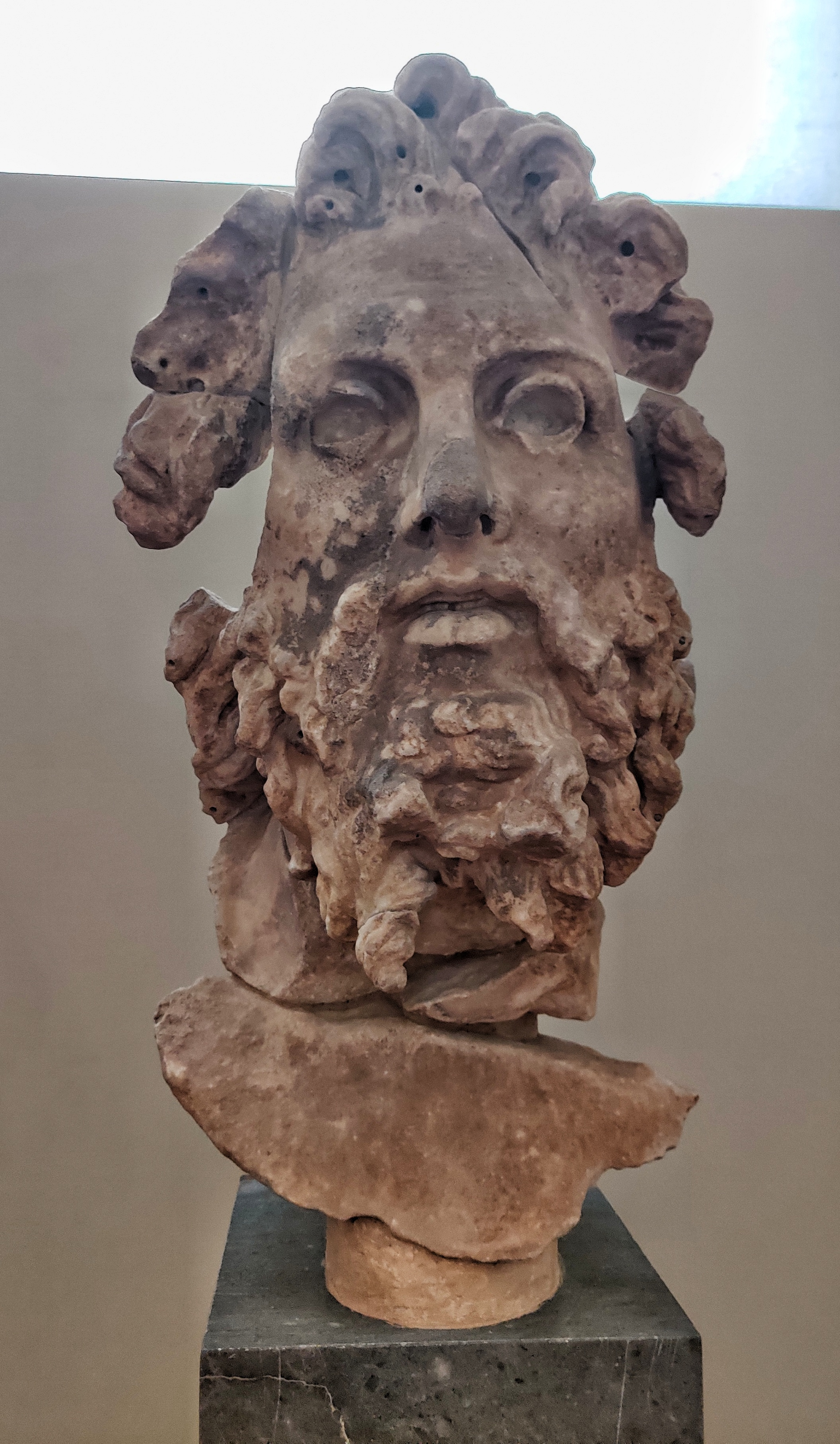
Cabeza del titán Ánito, del templo de Despena en Licosura en Acadia. Museo Arqueológico Nacional, Atenas.

Ánito (en griego antiguo: Ἄνυτος, romanizado: Ánytos) fue uno de los titanes de la mitología griega, tan sólo citado por Pausanias como parte de una leyenda local arcadia. Aunque el autor lo denomina como uno de los «titanes» no indica quiénes eran sus progenitores, y además lo asocia implícitamente con los curetes, quienes también estaban representados en el santuario.
Pausanias dice que desde Acacesio dista cuatro estadios el santuario de Despena. «Junto a la imagen de Despena está Ánito en figura de un hombre armado. Dicen los de alrededor del santuario que Despena fue criada por Ánito, que es uno de los llamados titanes. El primero que introdujo en la poesía a los Titanes fue Homero, que dice que eran dioses en el llamado Tártaro, y los versos están en un juramento de Hera. De Homero tomó Onomácrito el nombre de los titanes y compuso una fiesta de misterios para Dioniso e hizo a los titanes causantes de los sufrimientos de Dioniso. Ésta es la leyenda de Ánito que cuentan los arcadios».

## El Ánito de Licosura (NAMA 1736)
El culto a Ánito era prominente en la ciudad de Licosura, hogar del Templo de Despena, un templo dedicado al panteón ctónico compuesto por Artemisa, Deméter y Despena.
Actualmente conservado en el Museo Arqueológico Nacional de Atenas,  fue descubierto en las excavaciones del verano de 1889.
El busto, que mide 74 cm, junto con el busto de Artemisa y Demeter, fue tallado por el artista Damofón en 180 a. C., también se considera un acrolito, un compuesto de muchos materiales diferentes con la cabeza y las extremidades hechas de mármol local, mientras que la parte del cuerpo es de madera.
Basándose en las descripciones del historiador Pausanias en su texto Descripción de Grecia, escrito en el siglo II, la estatua de Artemisa estaría junto a la de Deméter, mientras que Ánito estaría justo al lado de la de Despena, vestida de guerrera. La estatua es la más fragmentada de las que existen en el panteón, pero se encontraron fragmentos del atuendo del titán, además de fragmentos de sus miembros. Los restos forman parte desde entonces de la exposición del Museo Arqueológico Nacional, con la denominación NAMA 1736.

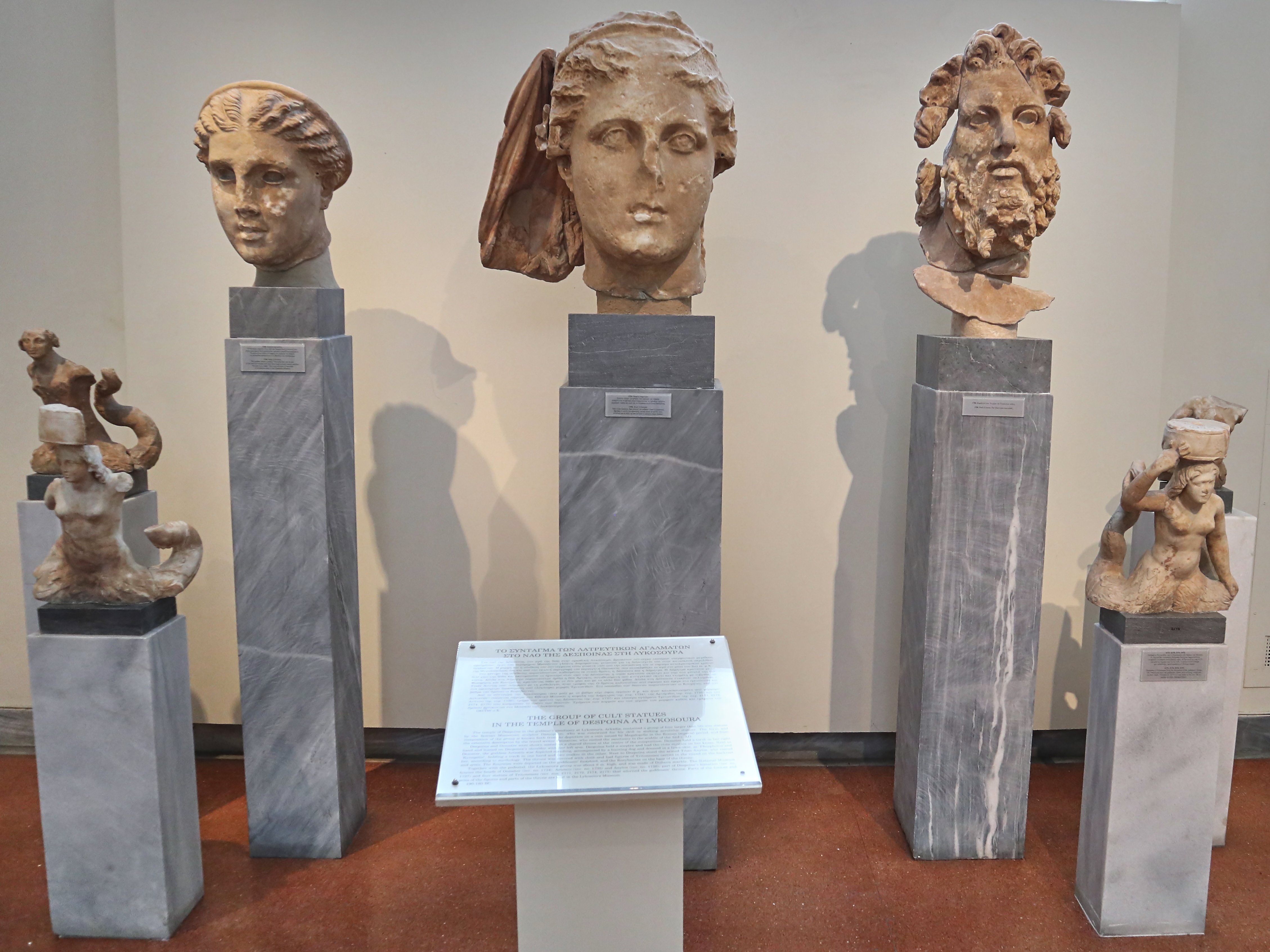
El panteón expuesto en Atenas en 2018.